# Кубинский амазон
Кубинский амазон, или белоголовый амазон (лат. Amazona leucocephala) — птица из семейства попугаевых.

## Внешний вид
Длина тела 30—35 см. Основная окраска оперения зелёная с чёрной кромкой. Перья лобной части головы до макушки и вокруг глаз — белые. Оперение горла, щёк и частично груди розово-красного цвета. Перья ушных отверстий тёмно-серого цвета. Кроющие маховые перья крыла от голубого до светло-голубого цвета. На брюшке еле заметное фиолетово-лиловое пятно. Подхвостовые оперение птиц зелёного цвета с жёлтыми концами и отдельными красными перьями. У самок и молодых птиц сине-розовая окраска обычно выражена слабее или вообще отсутствует. Клюв соломенно-жёлтый с розоватым оттенком, ноги светло-бурые. Радужка тёмно-коричневая. Подвиды незначительно отличаются окрасом и размерами.

## Распространение
Населяет Кубу (отсюда название) и прилегающие к ней острова: Багамские, Большой Кайман и Малый Кайман.

## Образ жизни
Обитают в лесах, в основном хвойных. Могут совершать налёты на фруктовые сады. Птицы не пугливы и довольно шумны. Живут небольшими стаями (до 30 особей). Во время спаривания разбиваются по парам.

## Размножение
Сезон размножения март — август. Гнездятся в старых или гниющих полостях деревьев — дуплах. В кладке 2—5 яиц. Инкубационный период 26—28 дней. Во время высиживания яиц очень осторожны. Выкармливание 8 недель.

## Угрозы и охрана
В настоящее время редки. Небольшие островные популяции этих птиц находятся под угрозой полного исчезновения вследствие уничтожения лесов и непродуманного интродуцирования мелких хищников. Внесён в Приложение I САЙТС. Кубинский амазон включен в Красный список Международного союза охраны природы (МСОП), ранее — Красная книга МСОП, в категории NT — как вид, близкий к видам, находящимся под угрозой исчезновения.

## Галерея

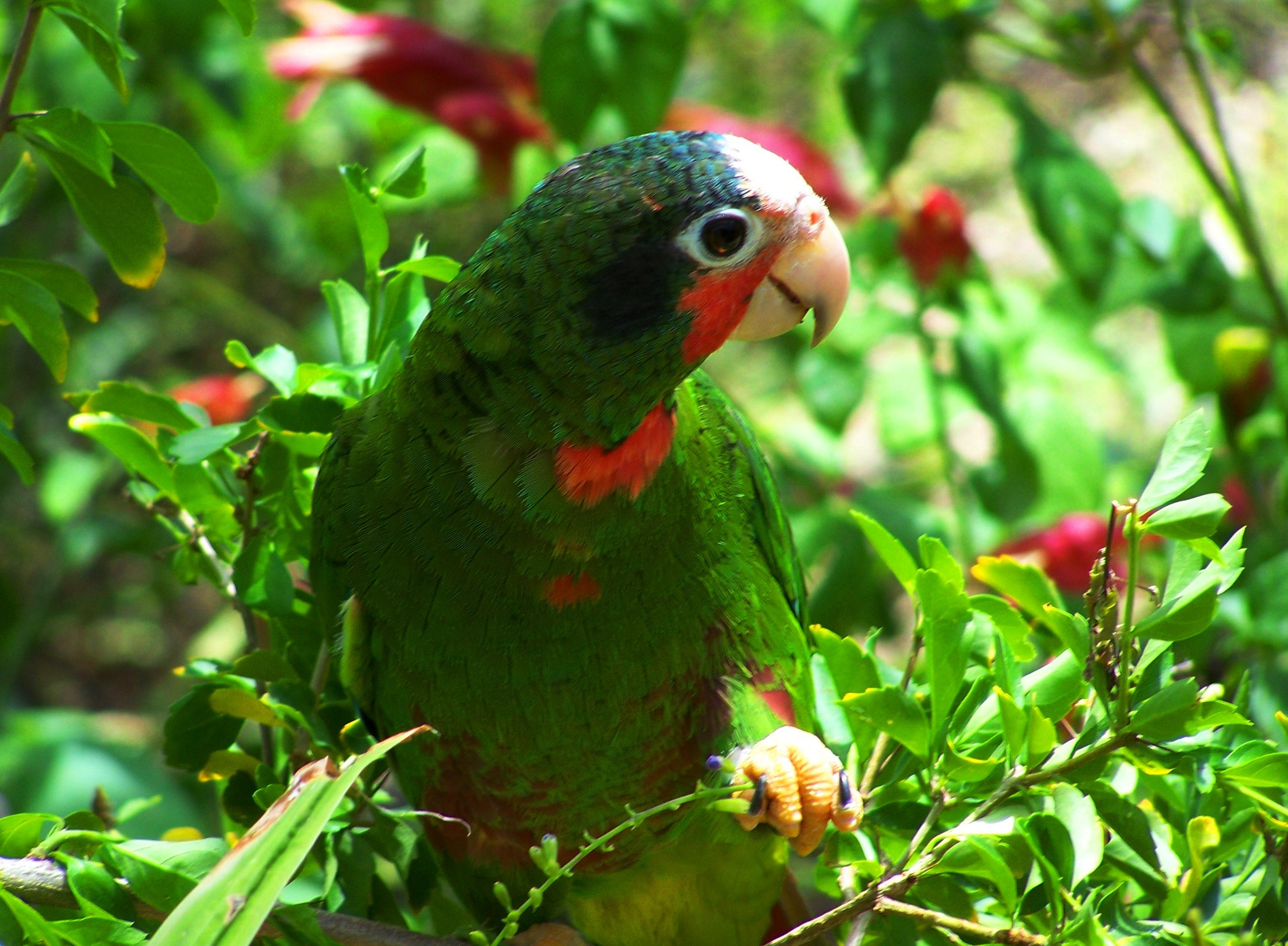
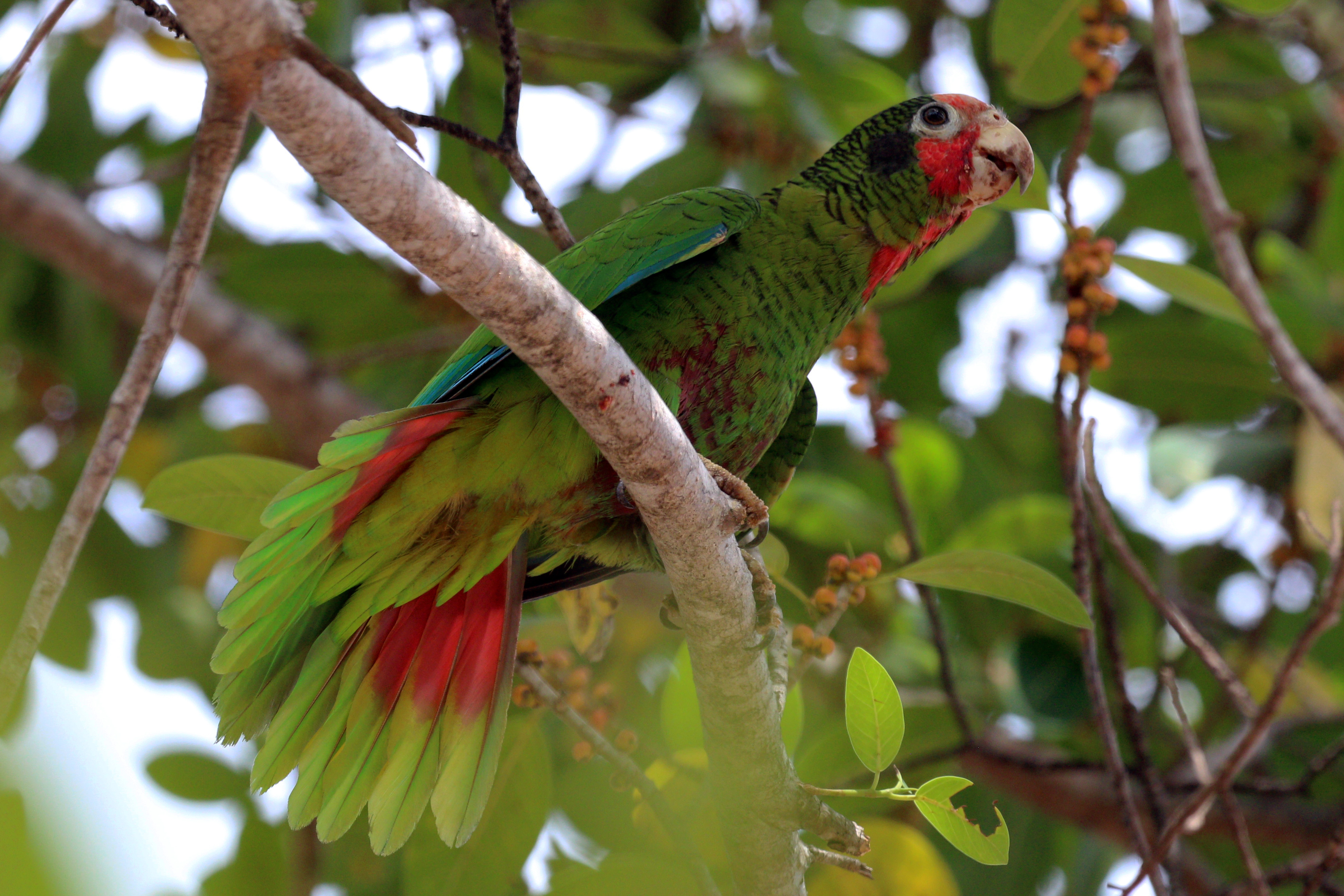
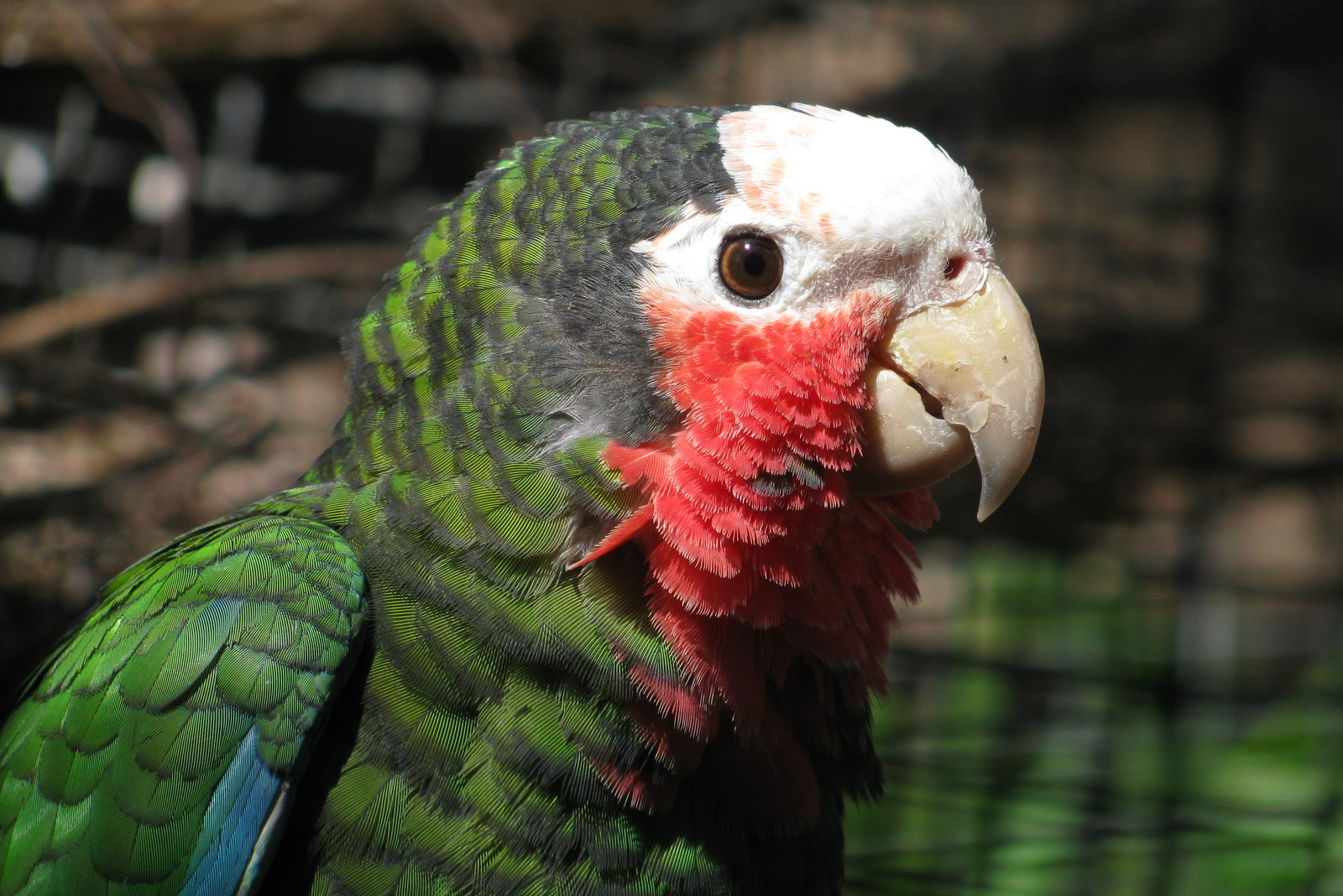
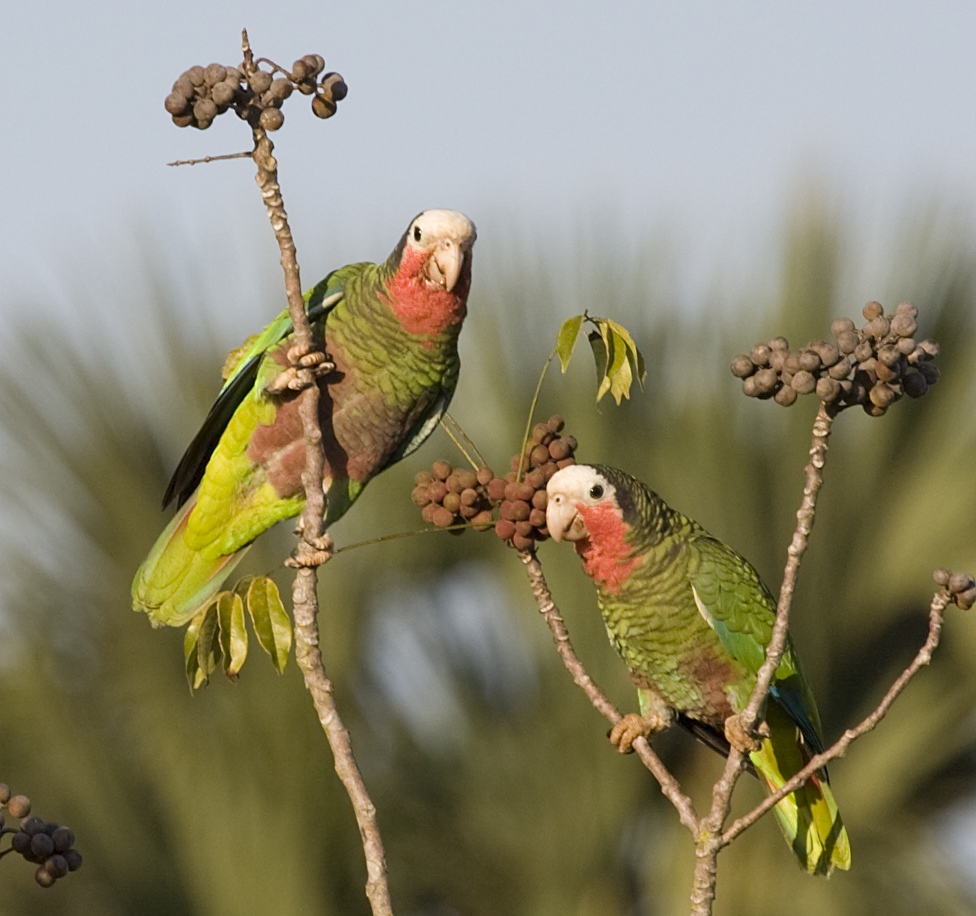

## Содержание
Птицы способны к обучению и подражанию человеческой речи, что также повлияло на сокращение численности вида. Нередко встречаются особи, произносящие более 80 слов и фраз. Однако для них характерна средняя одаренность, когда птицы хорошо усваивают около 10—15 слов.
В неволе размножаются редко и, в основном, выкармливаются искусственно.

## Классификация
Вид включает в себя 4 подвида.
- Amazona leucocephala leucocephala (Linnaeus, 1758) — Кубинский амазон, номинативный подвид. Длина тела 32 см. Обитает в центральных и восточных районах Кубы. Amazona leucocephala palmarum (Todd, 1916) — Западный кубинский амазон, длина тела 32 см. Темнее номинативного подвида. Горло и грудные «прожилки» красные. Обитает на западе Кубы. Этот подвид выделяется не всеми орнитологами, так как не все птицы имеют подобные отличительные черты в окрасе пера. Многие относят его к номинативному подвиду.
- Amazona leucocephala bahamensis (Bryant, 1867) — Багамский кубинский амазон, длина тела 34 см. Белая область на голове больше, чем у номинативного подвида. Пятно на брюшке еле заметное или отсутствует. Обитает на Багамских островах.
- Amazona leucocephala hesterna Bangs, 1916 — Кайман-бракский кубинский амазон, длина тела 30 см. Основной окрас оперения с лимонным оттенком. Пятно на брюшке более заметное. Красные перья горла не соединяются со щеками. Обитает на островах Малый Кайман и Кайман-Брак.
- Amazona leucocephala caymanensis (Cory, 1886) — Кайманский кубинский амазон, длина тела 34 см. Основной окрас оперения с лимонным оттенком. Белый только лоб. Щёки и горло светлее. Обитает на о. Большой Кайман. Этот подвид выделяется не всеми орнитологами, так как не все птицы имеют подобные отличительные черты в окрасе пера. Многие относят его к номинативному подвиду.